# Linspire
Linspire, раніше відомий як Lindows — комерційний дистрибутив Linux, що базується на Debian GNU/Linux. Основним напрямком розробки Linspire було створення найпростішого у використанні дистрибутиву. У жовтні 2007 року вийшов останній на сьогодні реліз системи, він доступний для завантаження з сайту компанії за $50.
1 січня 2018 було оголошено, що PC/OpenSystems придбала Linspire і Freespire.

## Історія
У серпні 2001 року у м.Сан-Дієго, штат Каліфорнія, США, Майклом Робертсоном (Michael Robertson) було засновано компанію Lindows, Inc. Мета компанії — розробити дистрибутив Linux, що дозволяв би виконувати абсолютну більшість програм, написаних для Microsoft Windows. Засобом для цього було вибрано Wine — систему емуляції Windows API. Згодом компанія відмовилась від цієї ідеї на користь ідеї зробити програми Linux простішими для завантаження, встановлення і використання. Цей напрямок отримав назву «CNR» і у його основі лежала взята з дистрибутиву Debian система Advanced Packaging Tool. APT — це зручний у користуванні графічний інтерфейс для встановлення і видалення пакетів. Наприкінці 2001 року вийшла перша версія Linspire.
У 2002-му році Linspire отримала позов від компанії Microsoft через «співзвучність» торговельної марки Windows і «Lindows». Але суд вказав на те, що сама Microsoft використовувала загальновживане слово «вікна» (англ. «windows») для опису графічного інтерфейсу користувача (GUI) ще до виходу ОС Windows, і, крім того, багатовіконність вже використовувалась такими компаніями як Xerox і Apple Computers. Слухання справи було відкладено до лютого 2004 року. Згодом Microsoft запропонувала закрити справу, заплативши відступні у розмірі $20 млн за умовами згоди, але, Lindows, Inc. передала права на торговельну марку Microsoft і змінила назву. Нова назва компанії — Linspire, Inc.
У червні 2007 року Microsoft і Linspire анонсували домовленість, у якій зазначили напрямок розвитку на функціональну сумісніть своїх платформ, зокрема: сумісніть форматів документів, протоколів обміну миттєвими повідомленнями, цифрових медіа-даних, вебпошуки та інше. Ця угода була розкритикована як така, що обмежує розвиток відкритого програмного забезпечення та суперечить принципам GNU General Public License.

## CNR
CNR (англ. «Click'n'Run» — «Натисни і запусти») — сервіс розповсюдження програмного забезпечення, що базується на системі APT з дистрибутиву Debian. Він розроблений для зручного завантаження і встановлення програмного забезпечення за допомогою простого графічного інтерфейсу. Сервіс дозволяє встановлювати програмне забезпечення «одним натисненням мишки». Крім безкоштовного програмного забезпечення, CNR включає також платні програми, які можна придбати зі знижкою. CNR не продається, його використання регламентується річною підпискою: $20 за «простий» варіант підписки і $50 за «золотий», з яким можна придбавати програмне забезпечення зі знижками. У 2006-му році Linspire, Inc анонсувала, що звичайний варіант підписки на CNR стане безкоштовним. Також у 2006-му році компанія заявила, що в майбутньому CNR буде видано під вікритою ліцензією (Open Source License) і отримає змогу увійти до багатьох дистрибутивів Linux, як наприклад, Debian, Fedora, OpenSUSE і Ubuntu.

## Freespire
У серпні 2005 року було представлено LiveCD версію Linspire, що отримала назву Freespire. Freespire є безкоштовним дистрибутивом, що підтримується спільнотою розробників-однодумців. Freespire включає елементи, що раніше були лише у складі Linspire, такі як CNR-клієнт та інші, що були ліцензовані Linspire, але не є їх власною розробкою: бібліотеки роботи з Windows Media Audio. Freespire можна умовно розділити на два види: власне, Freespire, що може містити закриті бібліотеки і Freespire OSS Edition, що містить лише відкритий код. Перша версія — Freespire 1.0 — вийшла у серпні 2006 року.

## Добровільні внески
Linspire, Inc. підтримує проекти з вікритим кодом, наприклад Pidgin і Kopete — клієнти для обміну миттєвими повідомленнями, веббраузер Firefox, файлову систему ReiserFS, сайти KDE-Apps.org і KDE-Look.org та інші. В минулому Linspire приймала у себе Linux-конференції — Desktop Linux Summit, DebConf і конференції розробників KDE. Також Linspire підтримує online-систему, що дозволяє користувачам перекладати відкрите програмне на різні мови — IRMA (англ. Internationalization Resource Management Application), зараз налічує більше 2500 перекладачів на 50 мов.

## Продаж Linux-активів
В липні 2008 року канадський розробник дистрибутиву Xandros GNU/Linux (на основі Debian) уклав з каліфорнійською компанією Linspire договір про придбання Linux-активів останньої, включаючи дистрибутиви Linspire, Freespire і мульти-дистрибутивну технологію інсталяції ПЗ CNR (Click'n'Run).